# 雷米茲演算法
雷米茲演算法，或稱雷米茲交換演算法，由葉夫根尼·列維奇·雷米茲於1934年所發表。
雷米茲演算法為一尋找函式簡易近似之迭代演算法，特別是定義於切比雪夫空間的函式效果最佳。
一個在切比雪夫空間的典型例子是 n 次項切比雪夫多项式的子空間，屬於實數連續函式之向量空間，定義於 C[a, b] 區間。
給定一子空間，其最佳近似多項式的定義為：可將此近似多項式與原始函式之最大絕對差異最小化者。
在這個情況下，可由equioscillation theorem使其解更精確

## 程序
算法的主要目的是从一个集合{\displaystyle X}得到一个可以逼近函数{\displaystyle f}的多项式。集合{\displaystyle X}由近似的区间上的{\displaystyle n+2}个取样点{\displaystyle x_{1},x_{2},...,x_{n+2}}组成，通常由Chebyshev多项式线性映射至该区间得到。算法步骤如下：
1. 解线性方程组

{\displaystyle b_{0}+b_{1}x_{i}+...+b_{n}x_{i}^{n}+(-1)^{i}E=f(x_{i})} (其中 {\displaystyle i=1,2,...n+2}),
未知数为 {\displaystyle b_{0},b_{1},...,b_{n}} 和 {\displaystyle E}。
1. 使用 {\displaystyle b_{i}} 作為多項式 {\displaystyle P_{n}} 的係數。
2. 找出{\displaystyle |P_{n}(x)-f(x)|}的局部极大误差点，组成集合{\displaystyle M}。
3. 若所有 {\displaystyle m\in M} 都是相同大小，仅正负号不同的话，则 {\displaystyle P_{n}} 为极小化极大逼近多项式。否则的话，使用{\displaystyle M}取代{\displaystyle X}并重复上述步骤。

此结果称为极小化极大逼近算法的最佳逼近多项式。

### 初始化選擇
由於切比雪夫節點在多項式插值理論中所扮演的角色，故通常選擇其為初始近似的方法。由拉格朗日插值法 Ln(f) 初始化一函式 f 之最佳化問題，可以證明此初始近似之邊界限制為:
{\displaystyle \lVert f-L_{n}(f)\rVert _{\infty }\leq (1+\lVert L_{n}\rVert _{\infty })\inf _{p\in P_{n}}\lVert f-p\rVert }
其中節點 (t1, ..., tn + 1) 之拉格朗日插值法算子的常數為
{\displaystyle \lVert L_{n}\rVert _{\infty }={\overline {\Lambda }}_{n}(T)=\max _{-1\leq x\leq 1}\lambda _{n}(T;x),}
T 為切比雪夫多項式的零點，而
{\displaystyle \lambda _{n}(T;x)=\sum _{j=1}^{n+1}\left|l_{j}(x)\right|,\quad l_{j}(x)=\prod _{\stackrel {i=1}{i\neq j}}^{n+1}{\frac {(x-t_{i})}{(t_{j}-t_{i})}}.}
對提供次最佳之切比雪夫節點來說，其漸近線為
{\displaystyle {\overline {\Lambda }}_{n}(T)={\frac {2}{\pi }}\log(n+1)+{\frac {2}{\pi }}\left(\gamma +\log {\frac {8}{\pi }}\right)+\alpha _{n+1}}
(γ 為 欧拉-马歇罗尼常数)，
{\displaystyle 0<\alpha _{n}<{\frac {\pi }{72n^{2}}}} for {\displaystyle n\geq 1,}
而上界為
{\displaystyle {\overline {\Lambda }}_{n}(T)\leq {\frac {2}{\pi }}\log(n+1)+1}
Lev Brutman 計算出對 {\displaystyle n\geq 3} 的邊界，而 {\displaystyle {\hat {T}}} 為切比雪夫多項式之零點
{\displaystyle {\overline {\Lambda }}_{n}({\hat {T}})-{\underline {\Lambda }}_{n}({\hat {T}})<{\overline {\Lambda }}_{3}-{\frac {1}{6}}\cot {\frac {\pi }{8}}+{\frac {\pi }{64}}{\frac {1}{\sin ^{2}(3\pi /16)}}-{\frac {2}{\pi }}(\gamma -\log \pi )\approx 0.201.}
Rüdiger Günttner由對 {\displaystyle n\geq 40} 之較粗略的估算計算出
{\displaystyle {\overline {\Lambda }}_{n}({\hat {T}})-{\underline {\Lambda }}_{n}({\hat {T}})<0.0196.}

## 細節討論
在此將提供先前簡述步驟的詳細內容，在這個章節令指數 i 從 0 跑到 n+1.
步驟 1: 給定 {\displaystyle x_{0},x_{1},...x_{n+1}}, 求 n+2 條等式之線性系統之解
{\displaystyle b_{0}+b_{1}x_{i}+...+b_{n}x_{i}^{n}+(-1)^{i}E=f(x_{i})} (其中 {\displaystyle i=0,1,...n+1}),
對於未知的 {\displaystyle b_{0},b_{1},...b_{n}} 和 E.
可以很清楚地觀察到，在這個式子裡 {\displaystyle (-1)^{i}E} 若要成立，只有在節點 {\displaystyle x_{0},...,x_{n+1}} 為 排序 的情況下才能達到，無論是嚴格遞增或遞減。這樣一來這個線性系統便有唯一解。(廣為人知的，並非每個線性系統都可以求解)。
此外，求解之複雜度最少為 {\displaystyle O(n^{2})} ，而一個從函式庫求解的標準計算器需要 {\displaystyle O(n^{3})} 的複雜度，在此有一簡單證明:
計算前n+1個節點之 {\displaystyle f(x)} 標準 n 階插值 {\displaystyle p_{1}(x)}，
以及對於 {\displaystyle (-1)^{i}} 之標準 n 階插值 {\displaystyle p_{2}(x)}
{\displaystyle p_{1}(x_{i})=f(x_{i}),p_{2}(x_{i})=(-1)^{i},i=0,...,n.}
至此，需要 {\displaystyle O(n^{2})} 次數值運算。
在 {\displaystyle x_{i-1}} 與 {\displaystyle x_{i},\ i=1,...,n} 之間，多項式 {\displaystyle p_{2}(x)} 有其 i-階 零點zero between {\displaystyle x_{i-1}} and {\displaystyle x_{i},\ i=1,...,n}，因此在 {\displaystyle x_{n}} 與 {\displaystyle x_{n+1}}之間無任何零點，意即 {\displaystyle p_{2}(x_{n})} 與 {\displaystyle p_{2}(x_{n+1})} 正負號 {\displaystyle (-1)^{n}} 相同。
線性組合 {\displaystyle p(x):=p_{1}(x)-p_{2}(x)\!\cdot \!E} 亦為一 n 次多項式
{\displaystyle p(x_{i})=p_{1}(x_{i})-p_{2}(x_{i})\!\cdot \!E\ =\ f(x_{i})-(-1)^{i}E,\ \ \ \ i=0,\ldots ,n.}
選擇任何 E ，對 {\displaystyle i=0,...,n} ，下列式子與上述等式相同:
{\displaystyle p(x_{n+1})\ =\ p_{1}(x_{n+1})-p_{2}(x_{n+1})\!\cdot \!E\ =\ f(x_{n+1})-(-1)^{n+1}E}
解 E 得:
{\displaystyle E\ :=\ {\frac {p_{1}(x_{n+1})-f(x_{n+1})}{p_{2}(x_{n+1})+(-1)^{n}}}.}
如前述所提及，上式分母之兩項有相同正負號，因此
{\displaystyle p(x)\equiv b_{0}+b_{1}x+\ldots +b_{n}x^{n}}
是完整定義的。
給定 n+2 階節點，其誤差為正負輪流:
{\displaystyle p(x_{i})-f(x_{i})\ =\ -(-1)^{i}E,\ \ i=0,...,n\!+\!1.}
de La Vallée Poussin 理論說明在這種形況下，沒有誤差少於 E 之 n 次多項式存在。
步驟 2 把多項式表示由{\displaystyle b_{0}+b_{1}x+...+b_{n}x^{n}} 轉為 {\displaystyle p(x)}.
步驟 3 依照以下所述改善輸入節點 {\displaystyle x_{0},...,x_{n+1}} 的誤差 {\displaystyle \pm E}。
在每個 P-領域，現在的節點 {\displaystyle x_{i}} 將被區域最大 {\displaystyle {\bar {x}}_{i}} 取代，同樣在每個 N-領域， {\displaystyle x_{i}} 將被區域最小取代，
在這部分並不要求高精確律。
令 {\displaystyle z_{i}:=p({\bar {x}}_{i})-f({\bar {x}}_{i})}， 其大小 {\displaystyle |z_{i}|} 皆大於或等於 E。de La Vallée Poussin 理論及其證明也可以應用至 {\displaystyle z_{0},...,z_{n+1}}，
而使此 n 次多項式有最小可能誤差的新下界為 {\displaystyle \min\{|z_{i}|\}\geq E}。

步驟 4: 分別以 {\displaystyle \min \,\{|z_{i}|\}} 與 {\displaystyle \max \,\{|z_{i}|\}} 為新的上下界，此迭代演算法的終止條件為:
重複上述步驟直到 {\displaystyle \max\{|z_{i}|\}-\min\{|z_{i}|\}} 足夠小且不再遞減。

## 變異
有時候在最大絕對差異點的附近，會有複數個點同時被取代。
有時候相對誤差會被用來衡量函式與其近似的差異，特別是在電腦上用浮點數做運算的函式。

## 外部連結
- Intro to DSP
- Aarts, Ronald M.; Bond, Charles; Mendelsohn, Phil; and Weisstein, Eric W. . MathWorld.